# Stefan Warczak
Stefan Warczak (ur. 1936, zm. 14 sierpnia 2024) – polski urzędnik państwowy, w latach 1979–1981 wicewojewoda bydgoski.

## Życiorys
Ukończył studia magisterskie. Od 2 kwietnia 1979 do 20 sierpnia 1981 zajmował stanowisko wicewojewody bydgoskiego. W latach 1983–2003 pełnił funkcję dyrektora Okręgowego Urzędu Miar w Bydgoszczy.
23 sierpnia 2024 pochowany na Cmentarzu Junikowo w Poznaniu.